# Philippe Saltel
Pour les articles homonymes, voir Saltel.
 (mai 2019).
Si vous disposez d'ouvrages ou d'articles de référence ou si vous connaissez des sites web de qualité traitant du thème abordé ici, merci de compléter l'article en donnant les références utiles à sa vérifiabilité et en les liant à la section « Notes et références ».
Philippe Saltel (né en 1960 à Toulouse) est un philosophe français, spécialiste de l'histoire de la philosophie morale et traducteur de David Hume. Il est professeur à l'Université Grenoble-II, où il dirige l'UFR des sciences humaines. 
Philippe Saltel a fait ses études à l'université Toulouse II-Le Mirail, a soutenu une thèse en philosophie à l'Université Paris I, et une habilitation à diriger les recherches à l'université Paris Ouest Nanterre La Défense. Après avoir enseigné en lycée, il a été maître de conférences à l'Université de Grenoble II (depuis 1998), puis professeur à cette même université. 

## Publications

### Ouvrages
- Le Vocabulaire de Hume, Paris, éditions Ellipses, 1999.
- Les Philosophes et la haine, Paris, éditions Ellipses, coll. "Philo-Essais", 2001.
- Une odieuse passion. Analyse philosophique de la haine, Paris, L'Harmattan / UPMF, 2007.
- La Puissance de la vie. Essai sur la Morale sans obligation ni sanction de J.-M. Guyau, Paris, Les Belles Lettres, coll. "Encre marine", 2008.

### Direction d'ouvrages
- La Volonté, Paris, éditions Ellipses, 2002.
- Lectures de Hume, Paris, Ellipses, ouvrage en codirection avec Jean-Pierre Cléro, 2009.
- L'invention philosophique humienne, cahier n° 26 des Recherches sur la Philosophie et le langage, Paris, Vrin, 2009.